# Irma Vila
Armida Rojo Gamboa (San Blas, El Fuerte, Sinaloa, 14 de septiembre de 1916 – Ciudad de México, 22 de mayo de 1993), conocida artísticamente como Irma Vila, fue una cantante y actriz mexicana.

## Biografía
Armida Rojo Gamboa nació en el poblado de San Blas, sindicatura del Municipio de El Fuerte, y fue hija legítima de Miguel Ramón Rojo Almada y de Herminia Gamboa Robles. Sus abuelos paternos, Napoleón Rojo e Isaura Almada, se casaron en El Fuerte en 1884. Sus abuelos maternos fueron Jesús Gamboa e Isabel Robles.
Se hizo famosa en los años cuarenta y fue una de las primeras intérpretes femeninas de la música ranchera. Su extraordinario falsete le valió el apodo de «La Reina del Falsete». Realizó varias giras exitosas por España, Francia y el Norte de África. Al regresar a México, protagonizó la película Canta y no llores... (1949) y cantó canciones en Canasta uruguaya (1951).
Falleció en la Casa del Actor, ubicada en Mixcoac, el 22 de mayo de 1993. Su cuerpo fue cremado y sus restos descansan en el Panteón Español de la Ciudad de México.